# Lewis Hamilton
Sir Lewis Carl Davidson Hamilton MBE (n. 7 ianuarie 1985, Stevenage, Anglia, Regatul Unit) este un pilot britanic de Formula 1 ce concurează în prezent pentru Ferrari, pilotând anterior pentru McLaren din 2007 până în 2012, și pentru Mercedes din 2013 până în 2024. Hamilton a câștigat șapte titluri de Campion Mondial la Piloți (la egalitate cu Michael Schumacher) și deține recordurile pentru cele mai multe victorii (105), pole position-uri (104) și podiumuri (202), printre altele.
Născut și crescut în Stevenage, Hertfordshire, Hamilton a fost înscris în programul pentru tineri piloți al McLaren în 1998. Acest lucru a dus la un loc în Formula 1 cu McLaren în 2007, făcându-l pe Hamilton primul și, până acum, singurul pilot de culoare care a concurat în campionat. În acel sezon, Hamilton a stabilit numeroase recorduri, în timp ce a terminat pe locul 2, în spatele lui Kimi Räikkönen cu un punct. În sezonul următor, și-a câștigat primul titlul într-un mod dramatic - făcând o depășire crucială în ultimul viraj al ultimului tur din ultima cursă a sezonului - pentru a deveni cel mai tânăr campion mondial de Formula 1 din istorie. După alți patru ani cu McLaren, Hamilton a semnat cu Mercedes în 2013.
Modificările aduse regulamentelor pentru 2014, care impuneau utilizarea motoarelor turbo-hibride, au venit la începutul unei perioade de mare succes pentru Hamilton, în timpul căreia a câștigat încă șase titluri la piloți. Hamilton a câștigat titluri consecutive în 2014 și 2015 în timpul unei intense rivalități cu coechipierul Nico Rosberg. După retragerea lui Rosberg, Sebastian Vettel de la Ferrari a devenit cel mai apropiat rival al lui Hamilton în două bătălii intense de campionat, iar Hamilton a răsturnat de două ori deficitele de puncte din mijlocul sezonului pentru a revendica titluri consecutive în 2017 și 2018. Hamilton a câștigat al treilea și al patrulea titlu consecutiv în 2019 și 2020, egalând recordul lui Schumacher de șapte titluri la piloți.
Hamilton a devenit primul pilot care a depășit 100 de victorii în curse și pole position-uri în 2021, terminând sezonul pe locul al doilea în spatele lui Max Verstappen, în urma unui final controversat. După campaniile fără victorie din 2022 și 2023, el a obținut a noua victorie în Marele Premiu al Marii Britanii în 2024, un record, în al doisprezecelea și ultimul său sezon cu Mercedes. Hamilton a semnat pentru Scuderia Ferrari în 2025 și are contract să rămână în cadrul echipei cel puțin până la sfârșitul anului 2026.

## Tinerețe
Hamilton s-a născut la 7 ianuarie 1985 în Stevenage, Hertfordshire, Anglia. Mama lui Hamilton, Carmen (Larbalestier), este britanică albă, în timp ce tatăl său, Anthony Hamilton, este britanic de culoare, făcându-l de rasă mixtă, însă el se autoidentifică drept fiind de culoare. Părinții lui Lewis s-au despărțit când el avea doi ani; ca urmare a acestui fapt, el a trăit cu mama și cu surorile sale până la vârsta de doisprezece ani, când a început să locuiască împreună cu tatăl său, mama vitregă Linda și fratele Nicolas, de asemenea un șofer profesionist de curse cu paralizie cerebrală. La începutul anului 2011, Nicolas a semnat cu Total Control Racing pentru a începe o carieră de curse în Cupa Renault Clio 2011. Hamilton a fost crescut un romano-catolic.

## Cariera înainte de Formula 1
Lewis și-a început cariera în karting în 1995, acolo unde a reușit să se impună cu ușurință în multe competiții la care a luat startul, fiind încă din acea perioadă luat sub aripa protectoare a lui Ron Dennis și a echipei sale, McLaren, care avea să îi finanțeze cariera odată ce și-a făcut debutul în Formula Renault, campionatul britanic, seria de iarnă - un minicampionat care se organizează în lunile de iarnă și unde participă de regulă mulți debutanți - în 2001 când a terminat pe locul al cincilea.
În 2002 a participat în Formula Renault din Marea Britanie, terminând sezonul pe locul al treilea, reușind să câștige prima sa cursă. Rămâne pe loc în 2003 dar de această dată domină întrecerea, devenind la finalul anului campion, după ce a câștigat zece curse. La finalul anului debutează în Formula 3, dar are parte de un debut cu ghinion, fiind spitalizat în urma unui accident destul de serios.
Campionatul european de Formula 3 este următorul pas făcut de Lewis, în 2004, terminând sezonul pe locul al cincilea, cu o singură victorie. Tot în 2004 a câștigat cursa de Formula 3 din Bahrain, prima cursă a Marelui Premiu de Formula 3 de la Macau dar și Ultimate Masters Formula 3 (fost Marlboro Masters) de la Zandvoort. Tot în 2004 se urcă pentru prima dată la volanul unui monopost de Formula 1, făcând un test cu McLaren.
Pentru 2005 semnează un contract cu cea mai bună echipă din Formula 3, iar la finalul anului câștigă campionatul după ce s-a clasat pe locul întâi la finalul a zece din cele cincisprezece curse ale sezonului. La finalul anului este nominalizat pe locul 24 de către prestigioasa revista britanică Autosport în Topul 50 al celor mai buni piloți din 2005.
Un nou pas în cariera sa este făcut în 2006 când este cooptat în rândurile echipei ART, participând astfel în GP2, campionat pe care de altfel l-a și câștigat de la prima încercare, o dovadă a talentului său, dacă luăm în considerare faptul că în GP2 toți piloții posedă material de cursă identic.

## Cariera în Formula 1

### McLaren (2007-2012)

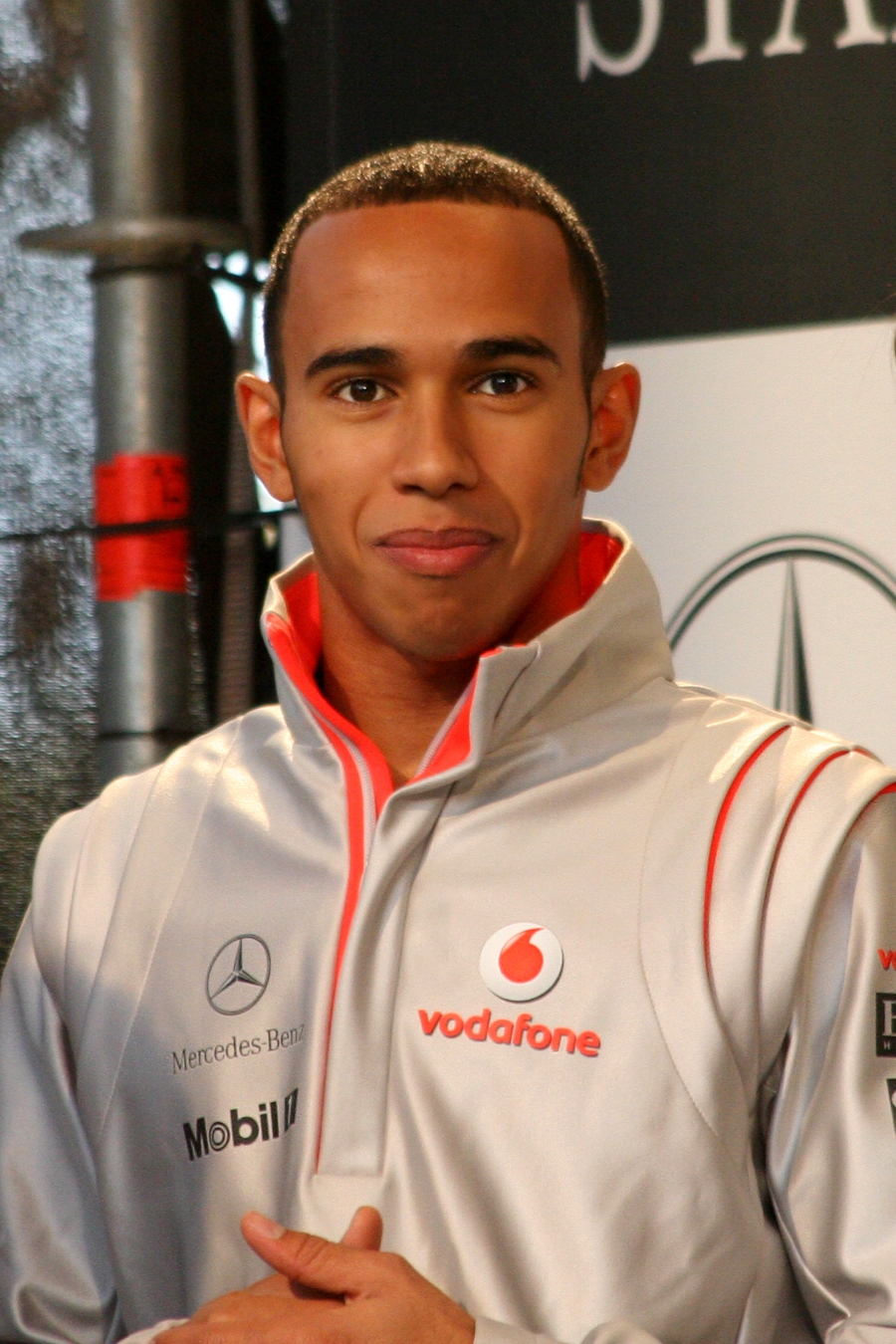
Hamilton în.

Primul sezon al lui Hamilton în Formula 1 a fost unul tumultuos, acesta avându-l drept partener pe dublu-campion mondial și cel en-titre, Fernando Alonso. După ce a terminat pe podium la debutul său, Hamilton a stabilit mai multe recorduri, când a terminat pe locul secund în Campionatul Mondial la Piloți din 2007, în spatele lui Kimi Räikkönen cu un punct, inclusiv cele pentru cele mai multe podiumuri consecutive la debut (9), cele mai multe victorii comune într-un sezon de debut (4) și cele mai multe puncte într-un sezon de debut (109). De-a lungul sezonului, Hamilton și Alonso au fost implicați într-o serie de incidente care au dus la tensiuni între piloți și echipă, culminând cu Alonso și McLaren reziliind contractul de comun acord în noiembrie. După un prim sezon de succes la McLaren, Hamilton a semnat un contract de mai multe milioane de lire sterline pentru a rămâne cu echipa până în 2012.

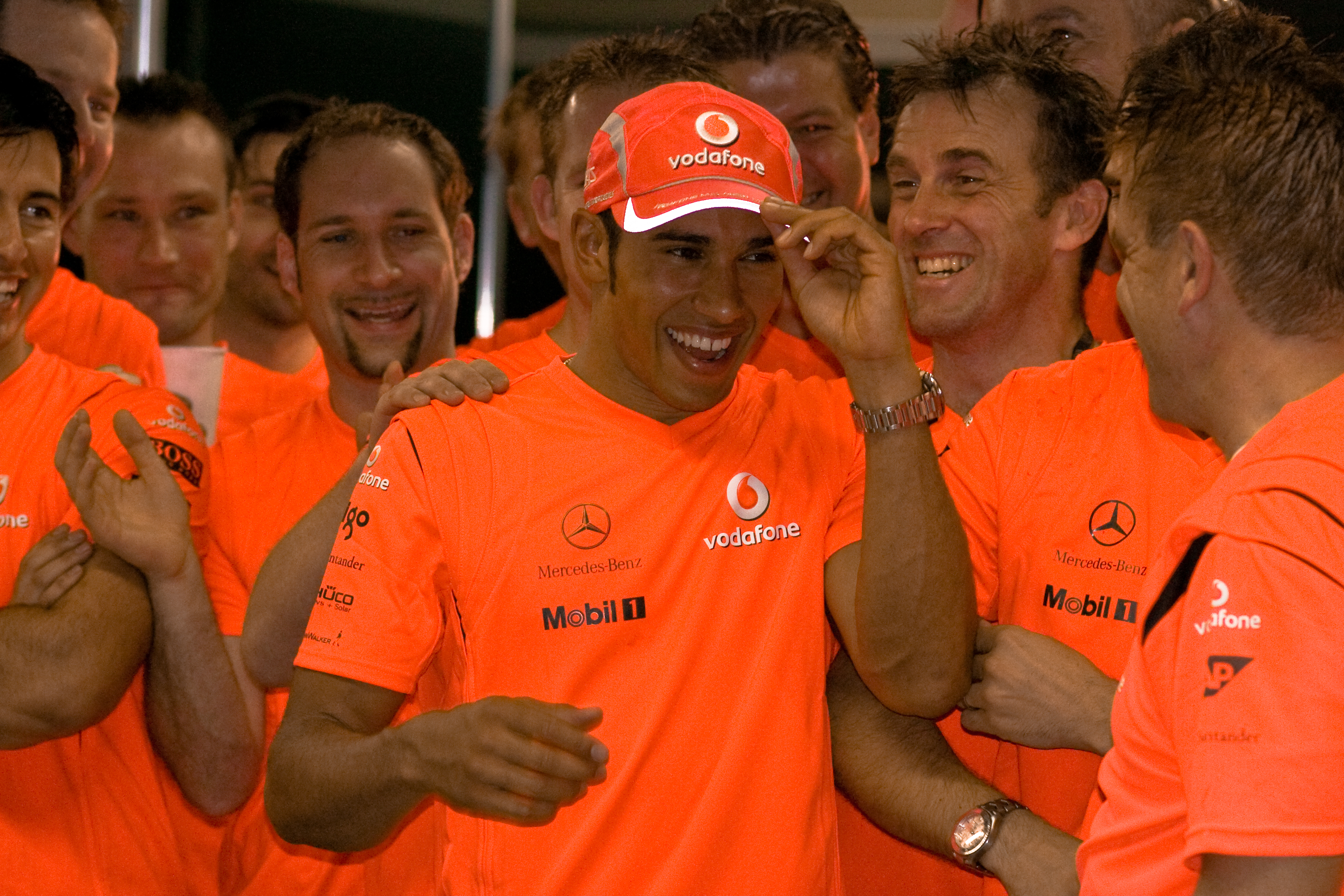
Hamilton și echipa sa celebrând titlul din.

Succesul lui Hamilton a continuat în 2008, când a strâns cinci victorii și zece podiumuri. Pe măsură ce sezonul a ajuns la final în Brazilia, a devenit o luptă clară în doi pentru titlu între favoritul de acasă, Felipe Massa, și tânărul britanic. Hamilton a câștigat primul său titlu în mod dramatic în ultima cursă a sezonului, Marele Premiu al Braziliei din 2008, depășindu-l pe Timo Glock pentru a cincea poziție în ultimele viraje din ultimul tur pentru a deveni cel mai tânăr campion mondial de Formula 1 din istorie și refuzându-i titlul câștigătorului cursei, Massa, cu un punct. Acest lucru a făcut din Hamilton primul pilot britanic care a câștigat Campionatul Mondial de la Damon Hill în 1996.
În ultimii săi patru ani cu McLaren, Hamilton a continuat să obțină podiumuri și victorii în curse. Hamilton a intrat în runda finală a sezonului 2010 cu șansa de a câștiga titlul, dar în cele din urmă a terminat pe locul al patrulea, când Sebastian Vettel a câștigat cursa pentru a-și adjudeca primul titlu. Anul următor a fost primul sezon în care a fost depășit de un coechipier, deoarece Jenson Button a terminat pe locul secund în spatele campionului Sebastian Vettel, într-un an în care distragerile din viața sa privată și înfruntările cu oficialii FIA l-au văzut pe Hamilton terminând pe locul cinci în clasament, după care a promis că va reveni în formă pentru 2012. Ținându-se de cuvânt, Hamilton a obținut patru victorii în sezonul 2012, terminând pe locul patru în clasament. Înainte de sfârșitul anului, Hamilton a anunțat, cu mare surpriză, că se va alătura echipei Mercedes pentru sezonul 2013, înlocuindu-l pe Michael Schumacher care se retrăsese.

### Mercedes (2013-2024)

#### 2013-2016: Coechipier cu Rosberg
La semnarea cu Mercedes în 2013, Hamilton s-a reunit cu coechipierul său de karting din copilărie, Nico Rosberg. Mutarea a fost surprinsă de experți și de public, unii descriind mutarea la Mercedes, o echipă fără antecedente recente de succes, ca pe un pariu. În primul său sezon cu Săgețiile Argintii, Hamilton și-a asigurat o singură victorie, câștigând Marele Premiu al Ungariei, unde a transformat un pole position neașteptat într-o marjă de câștig de peste 11 secunde în fața locului doi, Kimi Räikkönen, alături de o serie de podiumuri și pole position-uri, terminând încă o dată pe locul patru în clasament, a treia oară în cinci ani.

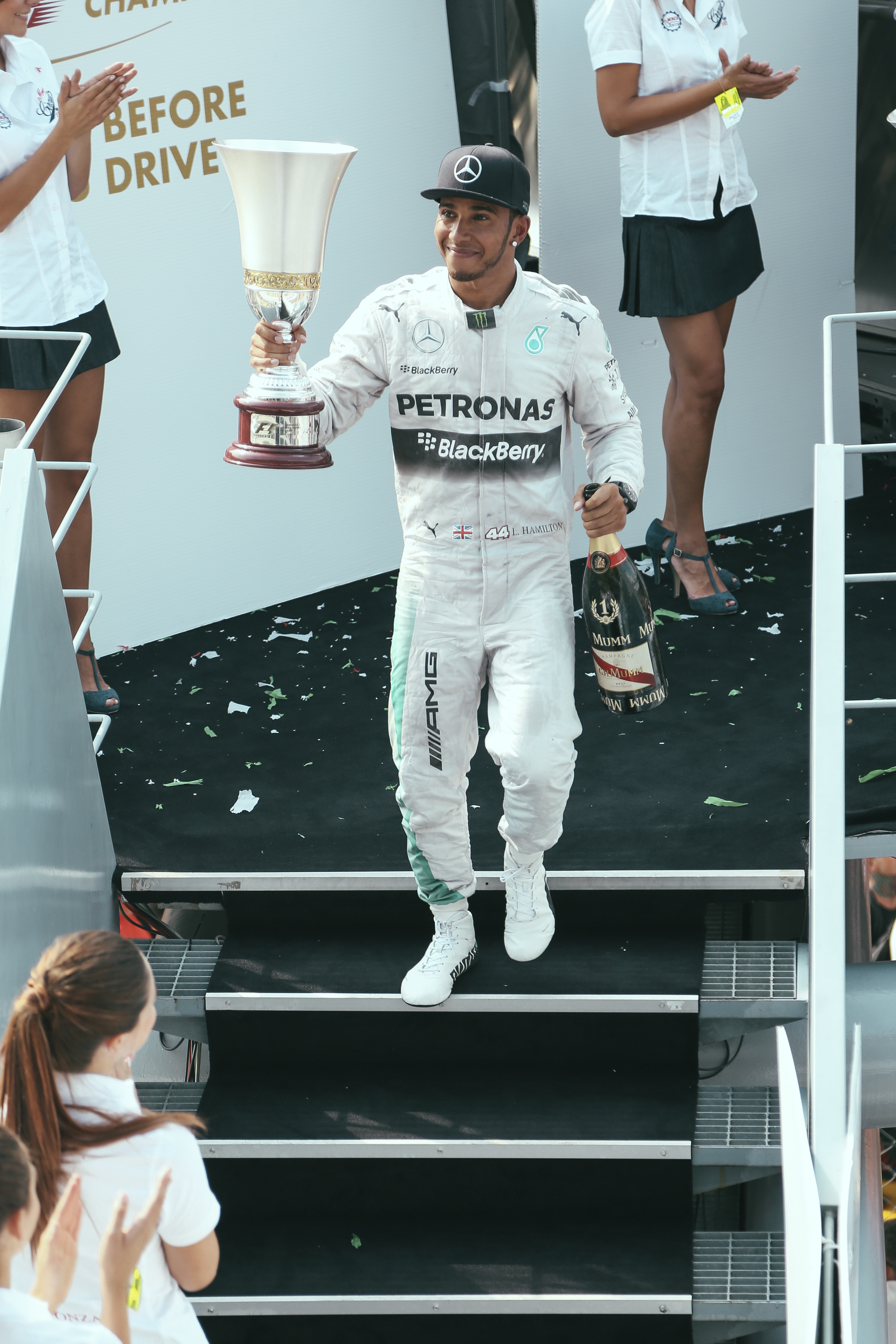
Hamilton în, câștigătorul Marelui Premiu al Italiei.

Modificările aduse reglementărilor pentru sezonul 2014, care impuneau utilizarea motoarelor turbo-hibride, au contribuit la începutul unei ere de mare succes pentru Hamilton. În acel an, Mercedes a câștigat 16 dintre cele 19 curse din acel sezon, 11 dintre ele asigurate de Hamilton, deoarece acesta s-a impus într-un duel pentru titlu împotriva coechipierului Rosberg. Obținând al doilea titlu de piloți și eclipsând numărul de victorii ale tuturor piloților britanici înaintea lui, Hamilton a declarat la radioul echipei după ultima cursă de la Abu Dhabi: „Aceasta este cea mai grozavă zi din viața mea”. Noile reglementări privind numărul pilotului introduse pentru 2014 le-au permis piloților să aleagă un număr unic de mașină pe care să-l folosească pentru întreaga lor carieră, așa că Hamilton a ales să conducă sub vechiul său număr din karting, 44, pentru restul carierei sale.

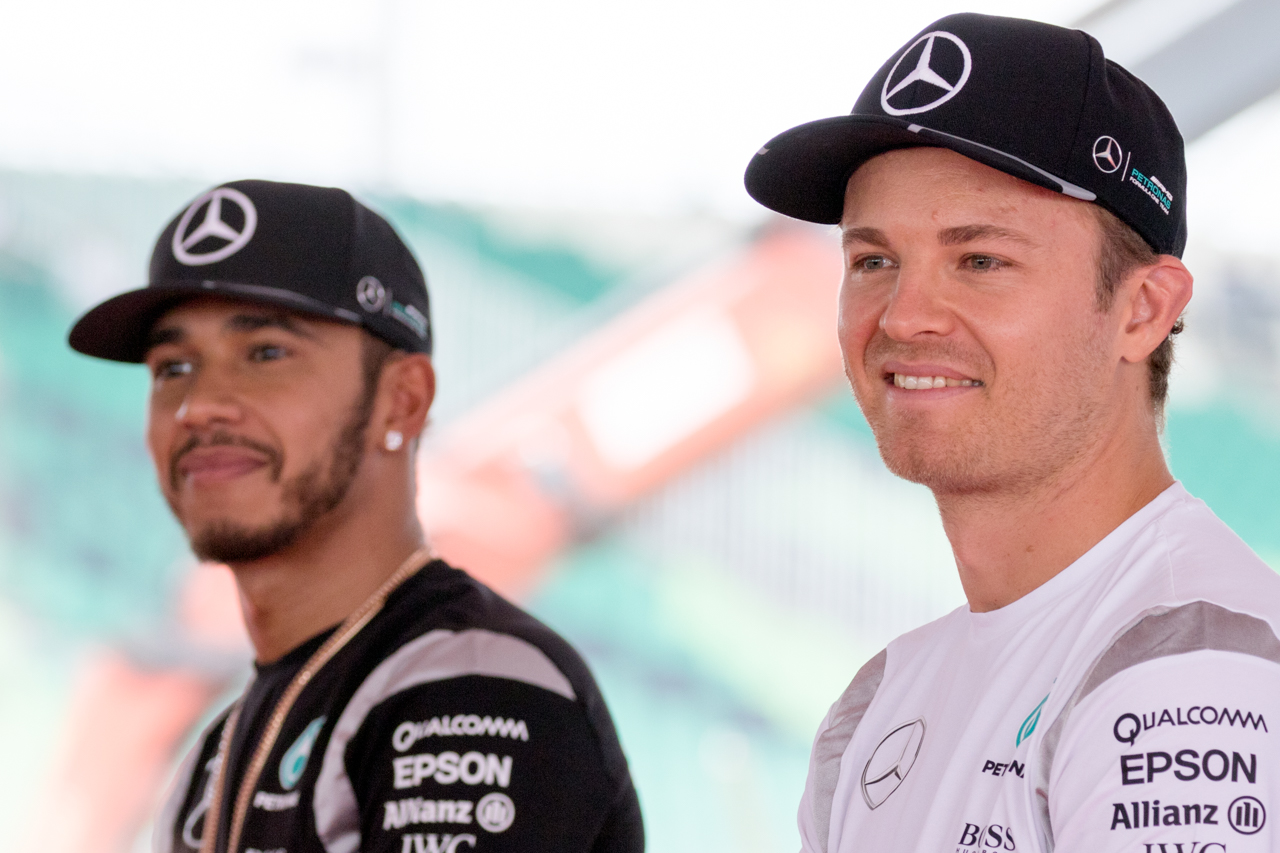
Hamilton și Rosberg au provocat o rivalitate tensionată în timpul lor ca parteneri de echipă.

Înainte de începerea sezonului 2015, Hamilton a anunțat că nu își va exercita opțiunea de a-și schimba numărul mașinii în 1, așa cum era de aștepat în calitate de campion mondial en-titre, și că va continua să concureze cu numărul 44 în cariera sa. A fost primul sezon din 1994, atunci când Alain Prost s-a retras din sport în urma celui de-al patrulea și ultimului său titlu în 1993, când grila nu conținea o mașină care să poarte numărul 1. Hamilton a dominat sezonul 2015, câștigând zece curse, terminând pe podium de șaptesprezece ori, un record, în timp ce l-a egalat pe eroul său, Ayrton Senna, cu trei titluri de Campionat Mondial. Rivalitatea dintre el și Rosber s-a intensificat, culminând într-o luptă aprinsă de la Marele Premiu al Statelor Unite, unde Hamilton a ieșit învingător într-o luptă plină de acțiune, roată la roată, cu coechipierul său pentru a câștiga titlul cu trei curse de rămas înainte de final. În acel an, Hamilton și-a prelungit contractul cu Mercedes pentru încă trei ani, într-o afacere în valoare de peste 100 de milioane de lire sterline, făcându-l unul dintre cei mai bine plătiți piloți din Formula 1 și permițându-i lui Hamilton să-și păstreze propriile drepturi de imagine, ceea ce este considerat neobișnuit în sport, și își păstrează mașinile câștigătoare de campionat și trofeele.

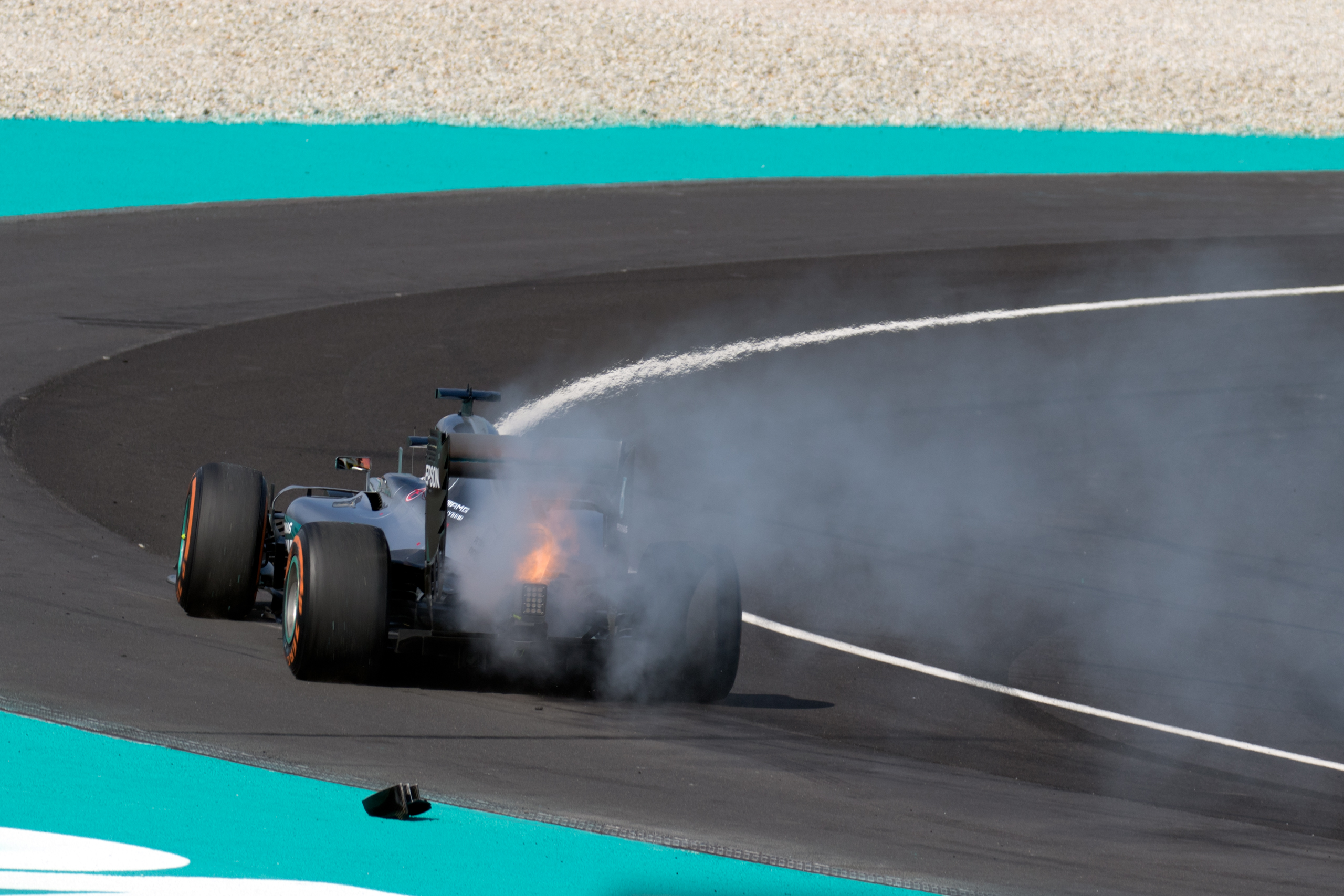
Defecțiunea de motor a lui Hamilton din Malaezia în a fost un moment cheie în lupta pentru titlu.

În ciuda faptului că a înregistrat mai multe pole position-uri și victorii decât orice alt pilot în 2016, Hamilton a pierdut titlul cu cinci puncte în fața coechipierului său, Rosberg. Politica echipei de a lăsa perechea să lupte liber a dus la mai multe schimburi aspre atât pe pistă, cât și în afara acesteia, culminând cu Hamilton sfidând ordinele echipei la finalul sezonului din Abu Dhabi și încetinind în mod deliberat să-l susțină pe Rosberg în grupul de mașini la sfârșitul cursei într-o încercare nereușită de a încuraja alți piloți să-i depășească coechipierul, ceea ce i-ar fi permis să câștige titlul. În cele din urmă, o succesiune de starturi de cursă slabe din partea lui Hamilton la începutul sezonului și o explozie crucială a motorului în Malaezia l-a făcut pe Rosberg să câștige titlul, pe care l-a asigurat cu succes înainte de a-și anunța retragerea șoc din sport imediat după ce și-a învins rivalul.

#### 2017-2020: Patru titluri la rând
După retragerea lui Rosberg, Sebastian Vettel de la Ferrari a devenit cel mai apropiat rival al lui Hamilton, în timp ce cei doi au schimbat conducerea în campionat pe tot parcursul anului 2017 într-o luptă tensionată pentru titlu. Hamilton a înregistrat 11 pole position-uri în acel sezon, doborând recordul pentru cele mai multe pole position-uri din toate timpurile, iar consistența sa (acumulând puncte în fiecare cursă), precum și lipsa unei provocări serioase din partea noului său coechipier, Valtteri Bottas, au contribuit la cele nouă victorii și și-a asigurat al patrulea titlu mondial la piloți, după ce a răsturnat un deficit de puncte față de Vettel în prima jumătate a sezonului, adjudecându-și în cele din urmă titlul în Mexic cu două curse înainte de finalul sezonului.

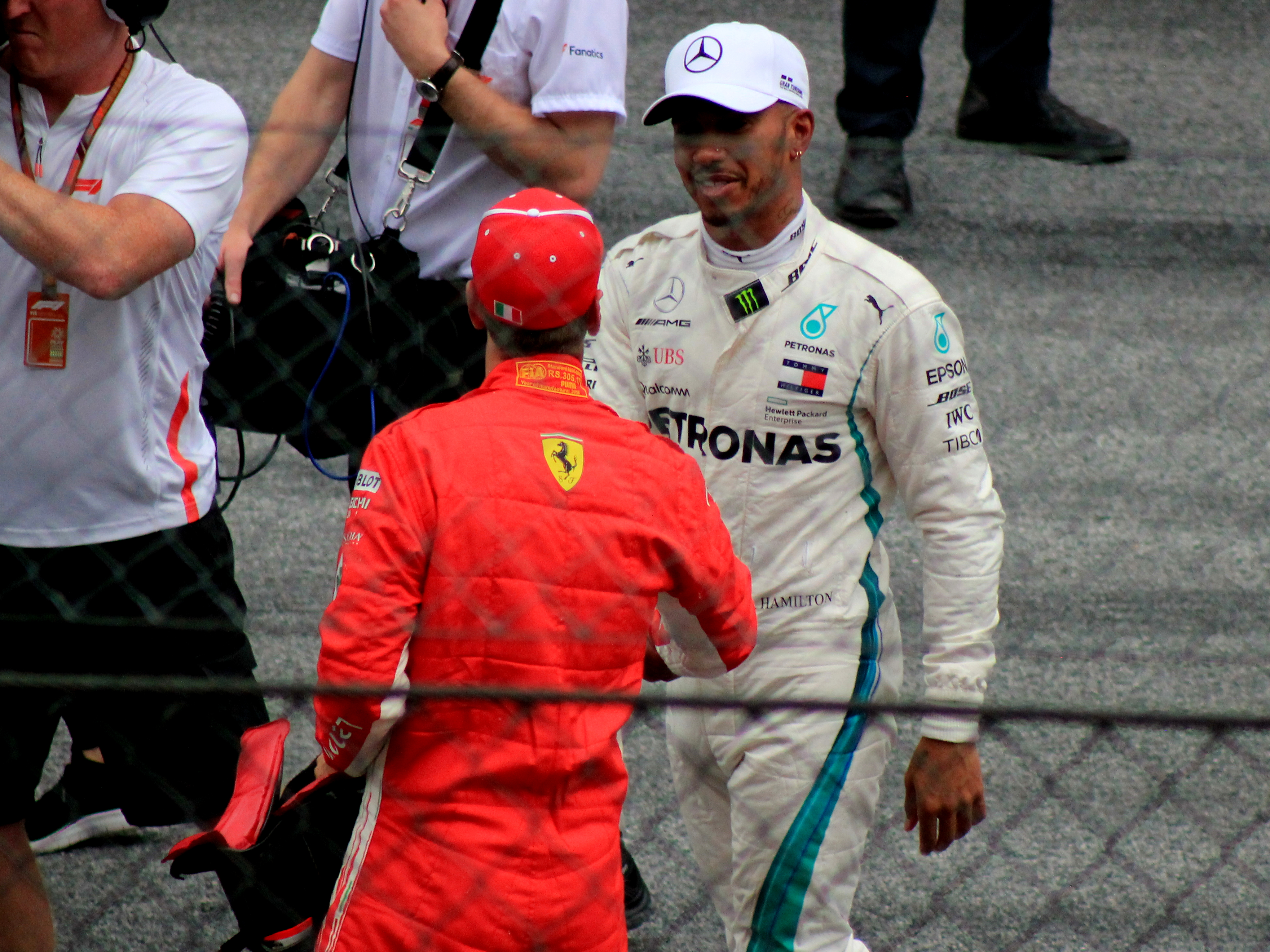
În sezonul a fost pentru prima dată în acest sport când doi cvadruplii campioni mondiali (Hamilton și Vettel) au concurat pentru un al cincilea titlu.

Sezonul 2018 a fost pentru prima dată când doi cvadruplii campioni mondiali, Hamilton și Vettel, vor concura pentru un al cincilea titlu, și a fost catalogat drept „Lupta pentru cinci” de jurnaliști și fani. La fel ca și în sezonul anterior, Ferrari și Vettel au părut să aibă avantajul pentru o mare parte a sezonului, ajungând în fruntea clasamentului până la jumătatea anului. Cu toate acestea, sezonul lui Vettel s-a prăbușit cu o serie de erori mecanice și de pilot, în timp ce șase victorii din șapte ale lui Hamilton în a doua jumătate a sezonului l-au văzut pe Hamilton câștigând titlul în Mexic pentru al doilea an consecutiv, stabilind un nou record pentru cele mai multe puncte înscrise într-un sezon (408). În timpul sezonului, Hamilton a semnat un contract de doi ani cu Mercedes, care valorează până la 40 de milioane de lire sterline pe an, făcându-l cel mai bine plătit pilot de Formula 1 din istorie.
După ce a semnat un contract cu Mercedes care a durat până în 2020, s-a confirmat că Hamilton își va apăra titlul în 2019. Hamilton a condus clasamentul piloților pentru cea mai mare parte a sezonului, respingând provocările la titlu de la coechipierul Bottas, Verstappen de la Red Bull, și Leclerc de la Ferrari, recent promovat, pentru a câștiga a șasea coroană la piloți la Marele Premiu al Statelor Unite din 2019, cu două curse rămase. După ce a marcat al șaselea său Grand Slam din carieră în ultima cursă la Abu Dhabi, Hamilton a încheiat sezonul cu 11 victorii (echivalând cu cel mai bun record al său anterior în 2014 și 2018) și 17 podiumuri (egalând recordul all-time pentru a patra oară), precum și realizarea a 5 pole position-uri. Totalul său de 413 de puncte în sezon a fost un nou record all-time, văzându-l pe britanic terminând cu 87 de puncte peste Bottas, pe locul doi.
Hamilton a câștigat al șaptelea titlu în 2020, egalând recordul stabilit de Schumacher, într-un sezon puternic afectat de pandemia de COVID-19. Pe parcursul sezonului scurtat, de șaptesprezece curse, Hamilton a obținut 11 victorii (egalând cel mai bun record personal anterior, dar în mai puține curse), inclusiv una în Portugalia, pentru a doborî recordul lui Schumacher de 91 de victorii. De asemenea, a luat 14 podiumuri și 10 pole position-uri. Hamilton a ratat Marele Premiu al Sakhirului din 2020 după ce a contractat COVID-19, prima sa absență la cursă de la debutul său în 2007. Hamilton a câștigat titlul la Marele Premiu al Turciei din 2020 cu trei runde de rămas și a încheiat sezonul cu 124 de puncte în fața coechipierului său, Bottas, care a terminat pe locul al doilea în clasament.

#### 2021-2024: Bătălia cu Verstappen și ultimii ani cu Mercedes

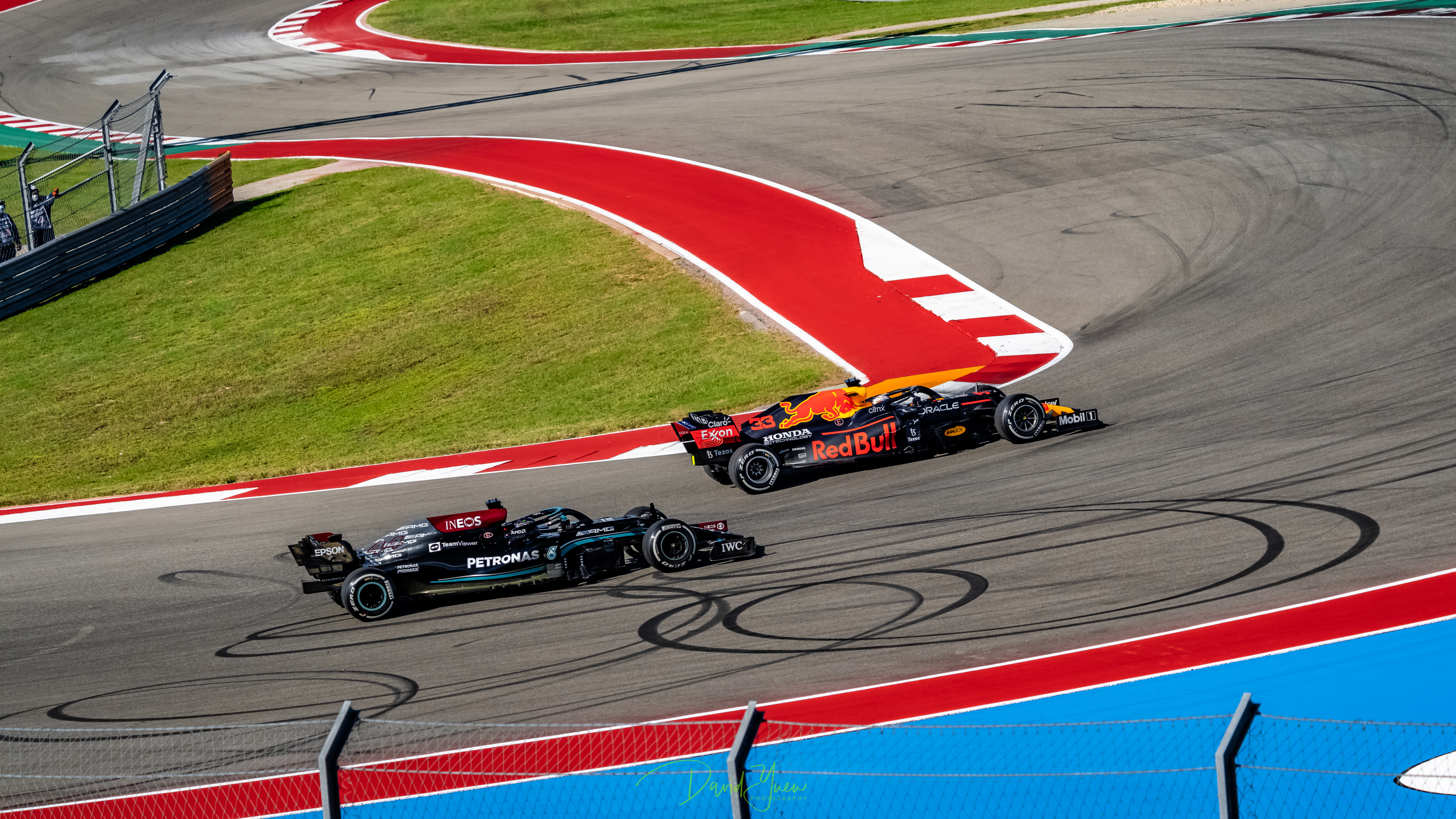
Hamilton și Verstappen s-au angajat în mai multe dueluri pe pistă de-a lungul sezonului.

În iulie 2021, Hamilton a semnat o prelungire a contractului pentru a rămâne cu Mercedes până la sfârșitul anului 2023. Hamilton a început sezonul 2021 cu o victorie în Bahrain. În această cursă, Hamilton a depășit recordul pentru cele mai multe tururi în conducerea cursei, deținut anterior de Michael Schumacher (5111). La Marele Premiu al Emiliei-Romagna, Hamilton a căzut înapoi pe locul nouă din cauza unei erori de pilotaj, dar a terminat pe locul al doilea după ce a ajuns din urmă. El a câștigat următoarele două curse în Portugalia și Spania. Cu aceste trei victorii și un loc doi în patru curse, el și-a încheiat cel mai bun început de sezon de până acum din 2015. În cursele următoare, însă, nu a mai putut să continue această dominație, așa cum era obișnuit din sezoanele precedente. Acest lucru a fost evident inițial pe cele două circuite stradale din Monaco și Azerbaidjan. Hamilton a terminat pe locul șapte la Monaco și a pierdut deja conducerea în campionatul mondial în fața lui Max Verstappen. În Azerbaidjan, a terminat doar pe locul 15 din cauza unei erori de frânare când cursa a fost reluată chiar înainte de sfârșit.
La Marele Premiu al Franței, a terminat pe locul al doilea după o conducere temporară a cursei, însă Verstappen, spre deosebire de Hamilton, s-a bazat pe o strategie cu două opriri și l-a depășit în penultimul tur cu pneuri mai noi. În Marele Premiu al Stiriei, Hamilton a fost din nou al doilea în spatele lui Verstappen, iar viteza maximă superioară a echipei rivale, Red Bull, devenind de asemenea clară. La Marele Premiu al Rusiei a câștigat cel de-al 100-lea Mare Premiu al său. Deși se afla cu 19 puncte în spatele lui Verstappen cu 4 curse înainte de final, Hamilton a câștigat următoarele 3 curse iar cei doi pretetendenți la titlu au intrat în ultima cursă a sezonului, Marele Premiu de la Abu Dhabi, cu același număr de puncte (dar cu Verstappen în față deoarece a avut mai multe victorii obținute în sezon). Deși a condus cursa în cea mai mare parte, mașina de siguranță apărută pe finalul cursei a redus diferența dintre Hamilton și Verstappen, iar olandezul, cu pneuri mai noi, l-a depășit în ultimul tur al cursei pentru a obține titlul.
Hamilton l-a avut coechipier pe  George Russell pentru 2022, în locul lui Bottas care a părăsit echipa după 5 sezoane. Sezonul a cunoscut modificări semnificative în reglementările tehnice care au căutat să utilizeze efectul de sol pentru a genera forța aerodinamică. În timpul testelor de presezon din Bahrain, Mercedes și-a prezentat designul mașinii „zero sidepod”, care era radical diferit de cel al concurenților săi. Mercedes W13 a suferit de porpoising extrem la începutul sezonului, ceea ce a limitat potențialul mașinii; la Marele Premiu al Arabiei Saudite, Hamilton a considerat mașina de „necondus”. Până la sfârșitul sezonului, Hamilton a obținut nouă podiumuri, dar nu a reușit să câștige o cursă sau un pole position într-un sezon pentru prima dată în cariera sa în Formula 1. A terminat pe locul șase în campionatul piloților, la 35 de puncte în spatele lui Russell, care a terminat pe locul patru.

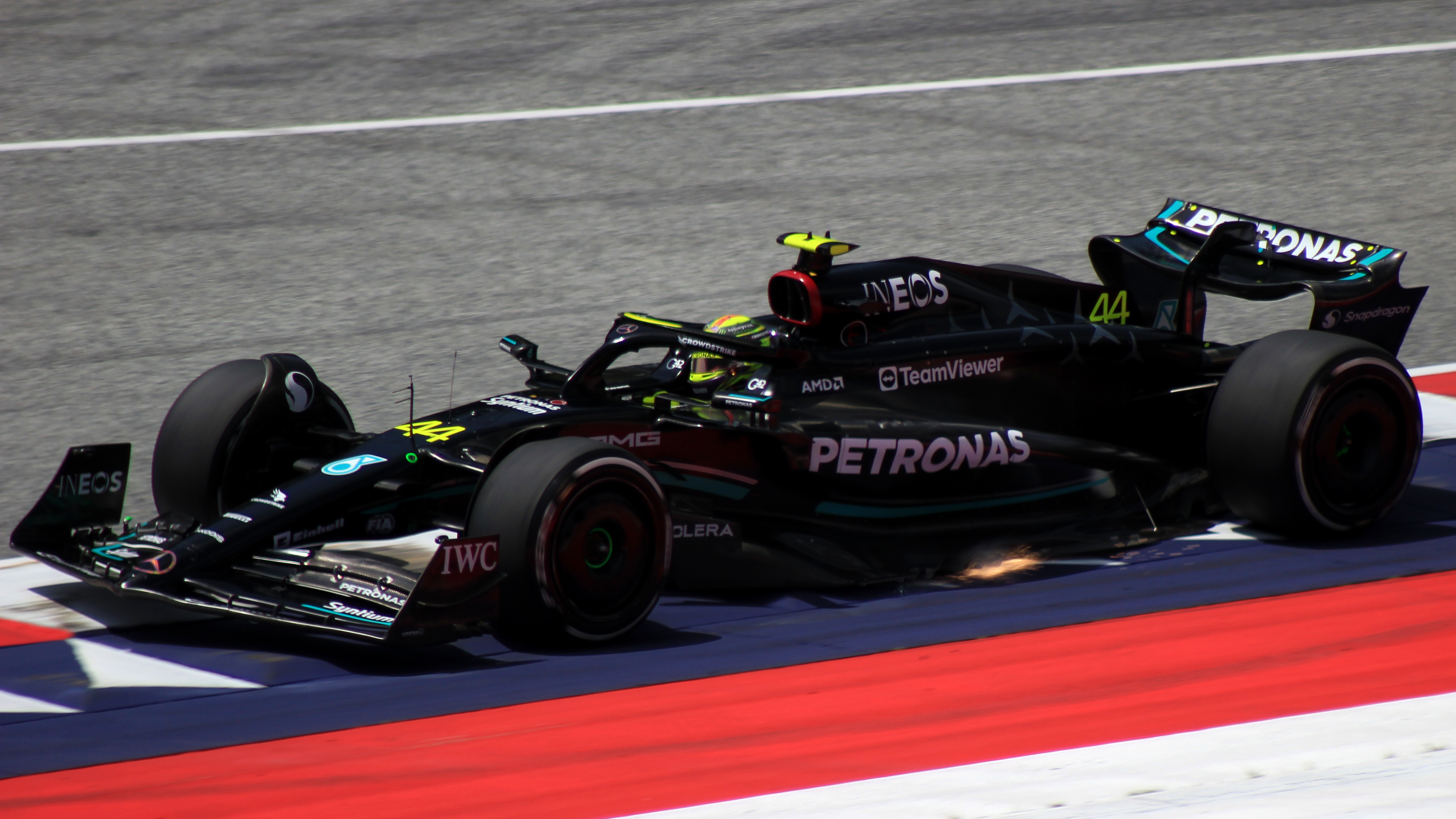
Hamilton în.

Mercedes a început sezonul 2023 cu îngrijorări cu privire la competitivitatea lor, Hamilton spunând că „nu sunt acolo unde își doreau să fie” după testele din pre-sezon. El a terminat pe locul cinci în cursa de deschidere a sezonului, Marele Premiu al Bahrainului, la peste 50 de secunde în spatele câștigătorului Verstappen. Hamilton a obținut primul său podium al sezonului în Australia pentru a-și extinde propriul record. După ce a terminat consecutiv pe podium în Spania și Canada, el a ocupat locul trei în cursa de acasă de la Silverstone după ce a început de pe locul șapte pe grilă. La Marele Premiu al Ungariei din 2023, Hamilton s-a calificat cu 0,003 secunde în fața lui Verstappen pentru a ocupa al 104-lea său pole position din cariera sa și primul după cel din Marele Premiu al Arabiei Saudite din 2021. Înaintea Marelui Premiu al Italiei din 2023, Hamilton a semnat un contract pe doi ani pentru a rămâne cu Mercedes până la sfârșitul sezonului 2025. La Marele Premiu al statului Singapore din 2023, Hamilton s-a calificat pe locul cinci și a terminat cursa pe locul trei. A încheiat sezonul pe locul 3 în clasamentul constructorilor după ce a mai obținut o clasare pe locul 2 în Marele Premiu de la Ciudad de México din 2023.

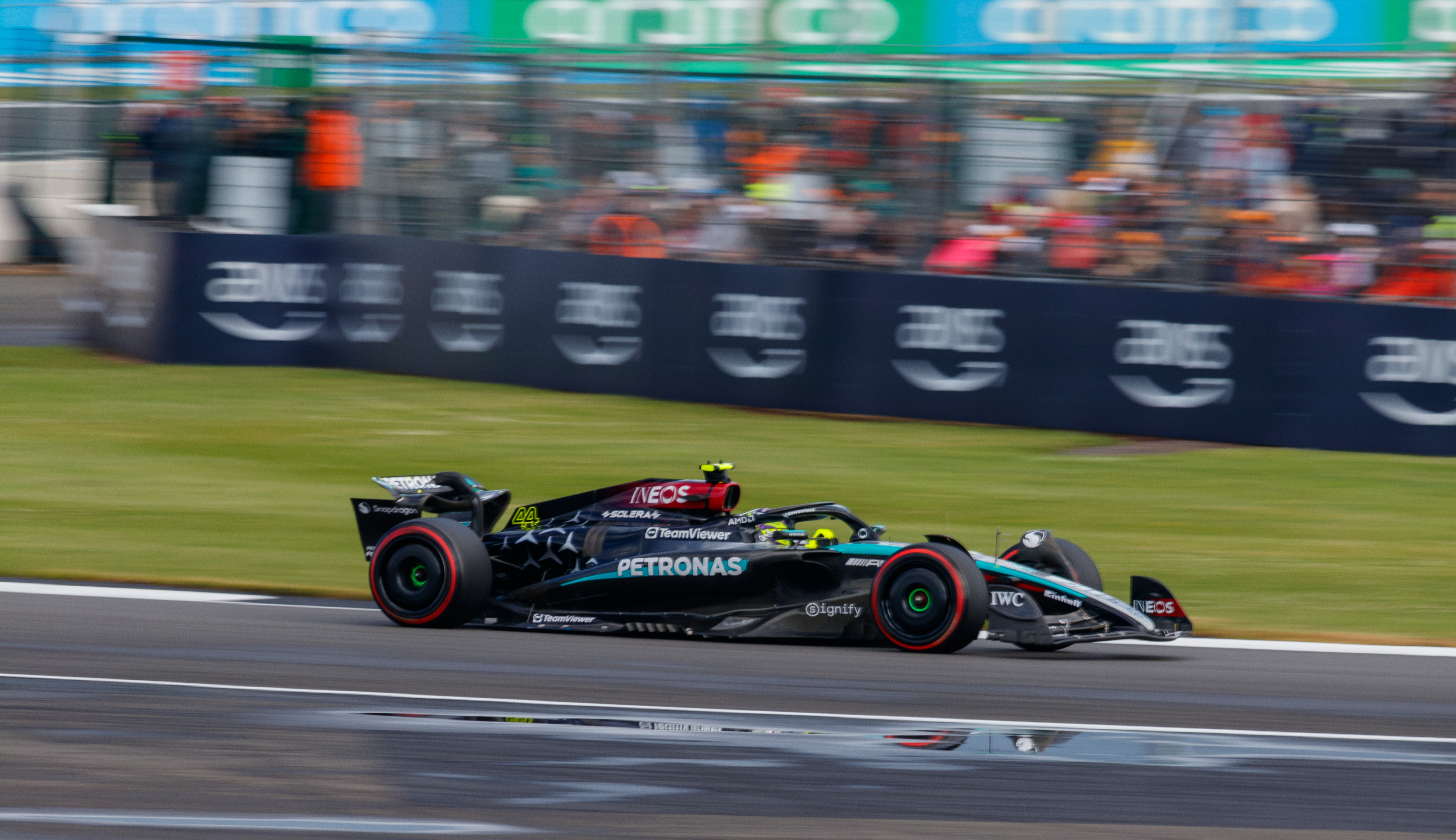
Hamilton în.

Înainte de începerea sezonului 2024, Hamilton a activat o clauză de reziliere din contractul său, permițându-i să părăsească Mercedes la sfârșitul campaniei, cu un an înainte de expirarea contractului său. Fiind asociat cu marca germană încă de la vârsta de 13 ani, Hamilton a explicat că decizia a fost una dintre cele mai greu de luat, adăugând că avea nevoie de o nouă provocare și de un mediu de lucru diferit. Forma inconsecventă arătată de Mercedes, cuplată cu dificultățile lui Hamilton de a se adapta la mașina W15 - ale cărei caracteristici au avut dificultăți în a se potrivi cu stilul său de conducere - a condus la performanțe inconsecvente în calificări, rezultând într-un alt sezon dificil în 2024. Revenirea performanțelor de scurtă durată a Mercedes la mijlocul sezonului i-a permis să obțină a noua victorie în Marele Premiu al Marii Britanii, punând capăt secetei de 31 de luni fără victorie; a bătut recordul pentru cele mai multe victorii la același Mare Premiu și a devenit primul pilot care câștigă după al 300-lea start. Hamilton și-a asigurat al 200-lea podium în Ungaria, și o altă victorie la Marele Premiu al Belgiei. După o serie de curse cu rezultate fluctuante, recunoscând că „așteaptă cu nerăbdare sfârșitul [sezonului]”, Hamilton a încheiat sezonul pe locul șapte, cel mai slab din carieră, în campionat - la 22 de puncte în spatele coechipierului Russell - marcând sfârșitul carierei sale la Mercedes, care a fost cel mai de succes parteneriat pilot-constructor din istoria Formulei 1 după mai mulți parametri.

## Statistici pe sezon
| Formula 1 | Echipă                      | Puncte | Poz. |
| --------- | --------------------------- | ------ | ---- |
| 2024      | Mercedes                    | 223    | 7    |
| 2023      | Mercedes                    | 234    | 3    |
| 2022      | Mercedes                    | 240    | 6    |
| 2021      | Mercedes                    | 387,5  | 2    |
| 2020      | Mercedes                    | 347    | 1    |
| 2019      | Mercedes                    | 413    | 1    |
| 2018      | Mercedes                    | 408    | 1    |
| 2017      | Mercedes                    | 363    | 1    |
| 2016      | Mercedes                    | 380    | 2    |
| 2015      | Mercedes                    | 381    | 1    |
| 2014      | Mercedes                    | 384    | 1    |
| 2013      | Mercedes                    | 189    | 4    |
| 2012      | McLaren-Mercedes            | 190    | 4    |
| 2011      | McLaren-Mercedes            | 227    | 5    |
| 2010      | McLaren-Mercedes            | 240    | 4    |
| 2009      | McLaren-Mercedes            | 49     | 5    |
| 2008      | McLaren-Mercedes            | 98     | 1    |
| 2007      | McLaren-Mercedes            | 109    | 2    |
| Sezon     | Competiție                  | Puncte | Poz. |
| 2006      | GP2 Series                  | 114    | 1    |
| 2005      | Formula 3 Euro Series       | 172    | 1    |
| 2004      | Formula 3 Euro Series       | 68     | 5    |
| 2003      | British Formula Three       | 0      | -    |
| 2002      | Eurocup Formula Renault 2.0 | 92     | 5    |

## Recorduri
|    | Record                                            | Număr                                                                      |
| -- | ------------------------------------------------- | -------------------------------------------------------------------------- |
| 1  | Victorii                                          | 105                                                                        |
| 2  | Victorii cu același motor                         | 105 (cu Mercedes)                                                          |
| 3  | Victorii în aceeași cursă*                        | 8 (în Marele Premiu al Ungariei) și 9 (în Marele Premiu al Marii Britanii) |
| 4  | Victorii în Mari Premii diferite                  | 31 de Mari Premii                                                          |
| 5  | Victorii într-un sezon fără a câștiga campionatul | 10 (2016)                                                                  |
| 6  | Pole position                                     | 104                                                                        |
| 7  | Pole position-uri cu aceeași echipă               | 77 (cu Mercedes)                                                           |
| 8  | Pole position-uri în aceeași cursă*               | 8 (în Marele Premiu al Australiei și Marele Premiu al Ungariei)            |
| 9  | Pole position și victorie                         | 61                                                                         |
| 10 | Puncte                                            | 4.405,5                                                                    |
| 11 | Curse consecutive în puncte                       | 48 (Marea Britanie 2018-Bahrain 2020)                                      |
| 12 | Podiumuri                                         | 201                                                                        |
| 13 | Curse consecutive fără retragere                  | 48 (Marea Britanie 2018-Bahrain 2020)                                      |

* Împarte recordul cu alt pilot